# انریکو ریبولسی
انریکو ریبولسی (ایتالیایی: Enrico Ribulsi) بازیگر و نویسنده اهل ایتالیا است.
از فیلم‌هایی که وی در آن‌ها نقش داشته است، می‌توان به ده فرمان، فرشته سپید و جزیره آرتورو اشاره نمود.